# Südbairische Dialekte
Die südbairischen Dialekte werden im bairischen Sprachraum, vor allem in Tirol und Kärnten gesprochen. Die Dialekte haben durch ihre Abgeschiedenheit noch zahlreiche Merkmale des Altbairischen bewahrt. Das Südbairische wird auch in Teilen der Steiermark (vor allem in der Weststeiermark) und in den bairischen Sprachinseln in Oberitalien und in Slowenien (Krain und Untersteiermark; heute nur noch vereinzelt) gesprochen. Fast die ganze Steiermark, das Bundesland Salzburg und das Tiroler Unterland gehören zum Übergangsgebiet zwischen Mittel- und Südbairisch. Auch das Gottscheerische und das Zimbrische sind südbairische Dialekte.

## Charakteristika
Das aus k entstandene Affrikat kχ (Zweite Lautverschiebung) ist sekundär auf das Gebiet des westlichen Südbairischen und des Hoch- und Höchstalemannischen zurückgegangen. Im Alemannischen ist in der weiteren Folge das anlautende k geschwunden, sodass die Affrikate im Anlaut ein typisches Merkmal des Tirolerischen geworden sind. Ein weiteres Merkmal des Südbairischen ist die Verwendung von „sein“ (1. Person) und „seint“ (2. Person) anstatt mhtl. Mittelbairisch „san(d)“, teilweise mit lautlichen Schattierungen wie z. B. „sän“. Die Dialekte der Weststeiermark zeichnen sich durch die Diphthongierung nahezu aller betonten Vokale aus.
Das Südbairische ist eine recht heterogene Sprachlandschaft, eine Abgrenzung ist deswegen nicht einfach. Schon allein die Klangunterschiede (Lautung) zwischen kärntnerischen und tirolerischen Dialekten sind auffallend. Nur die konservativen Bestandteile der Dialekte und die Zugehörigkeit des Lautsystems rechtfertigen die Zusammenfassung als südbairische Dialektgruppe.
Auf dem südbairischen Gebiet existieren auch bedeutende Minderheitensprachen. In Kärnten ist es das Slowenische, in Südtirol das Ladinische und das Italienische. Der Kontakt des Südbairischen mit dem Slowenischen und Romanischen hat auf die Dialekte deutlichen Einfluss genommen.

## Tirolerisch
Das Tirolerische zeigt eine starke Ost-West Gliederung. Vor allem die Linie Innsbruck – Bozen ist eine markante Merkmalsgrenze. Neben der starken Affrikatisierung ist als hervorstechendste Merkmal die Aussprache von st im Wortinnern als scht („Bisch[t] nu bai Troscht“). Sie ist ein altertümliches Merkmal und nicht durch die zweite Lautverschiebung entstanden, sondern aus althochdeutscher Zeit übrig geblieben. Bis heute hat sie sich beim st im Wortinnern noch im Pfälzischen, Alemannischen und Tirolerischen gehalten. Das sp wird auch im Mittelbairischen im Wortinnern als schp ausgesprochen (z. B. Kaschpal, da erschte, da Durscht), während rs im Inlaut als rsch in den anderen bairischen Mundarten ausgesprochen wird.
Verben enden im Infinitiv und im Plural wie im Schriftdeutschen grundsätzlich auf n. Das ei erscheint als oa (hoass ischs). Das Tirolerische wird in Nordtirol (im sogenannten Tiroler Mittel- und Oberland gesprochen), in ganz Südtirol und in einer Übergangsvariante in Osttirol gesprochen. Die Osttiroler Mundart geht nämlich allmählich ins Kärntnerische über. Der Werdenfelser Dialekt um Garmisch-Partenkirchen und Mittenwald gehört ebenfalls zum Tirolerischen.
Im Tiroler Oberland um Landeck, im Arlberggebiet und den dahinter liegenden Seitentälern ist der alemannische Einfluss nicht zu überhören. Alle Infinitive und Plurale enden auf a (valiara, stossa usw.). Das meiste des Außerfern mit dem Bezirkshauptort Reutte spricht bereits einen alemannischen Dialekt, der zum Schwäbischen zu zählen ist („Tiroler Schwäbisch“ ähnelt dem Ostallgäuer Dialekt).

## Kärntnerisch

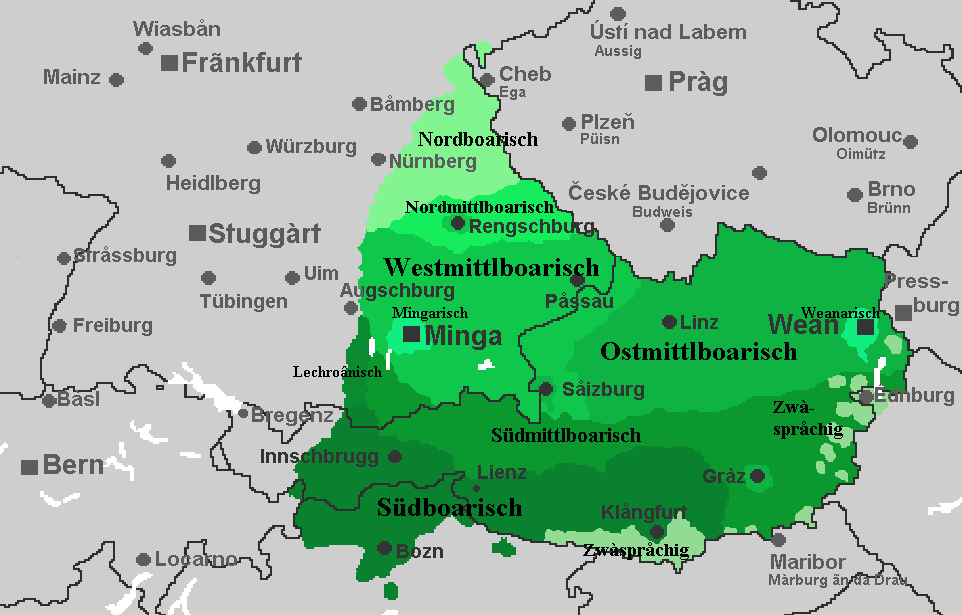
Das Bairische Sprachgebiet; dunkelgrün Südbairisch

Die andere große südbairische Kernmundart ist das Kärntnerische. Wie das Ostmittelbairische besitzt es ein eingeschränktes slawisches Substrat. Kärnten ist im frühen Mittelalter und später von slawischen Stämmen bewohnt gewesen; nach der bairischen Landnahme sind die Slawen allmählich assimiliert worden, haben aber Spuren in der bairischen Mundart von Kärnten hinterlassen. Die lebendige Sprachmelodie des Kärntnerischen erinnert heute noch an das Südslawische, viele Eigennamen enden auf -ig (slow. -ik), einige Mundartwörter entstammen dem Slawischen. Typische Merkmale des Kärntnerischen sind die Viertelung der Vokalquantität und sanfte Affrikatisierung (wie stimmhaftes „gg“). Außerdem kennzeichnet das Kärntnerische eine starke Lautverdunkelung (das hochdeutsche „a“ wird oft zum „ò“ statt zum „å“) und im Süden die Monophthongierung von mhd. „ei“ zu „à“ (z. B. „Dòs wàss i nit“).
Das Südbairische kennt keine r-Vokalisierung, sie dringt jedoch stark in den Stadtmundarten vor. Nach Vokalen wird l dort nicht vokalisiert, als Vorstufe aber e und i vor l gerundet (z. B. Mülch). In den Städten dringt die l-Vokalisierung vor (sogar bei den Eigennamen wie z. B. Höga für Standarddeutsch Helga). Außerdem unterscheiden einige südbairische Mundarten Stark- und Schwachlaute, wie in doch neben Tòg, das alte k ist in Kärnten und in Teilen von Tirol und im Land Salzburg zum kʰ (Aspirate) verschoben, wie z. B. in Kʰlea (für Standarddeutsch: Klee). Die Aspirate stellt ein Phonem dar (vergleiche das Minimalpaar Rukn – rukʰn = ‚Rücken (Körperteil)‘ – ‚rücken (Verb)‘).
Ein Charakteristikum des Kärntnerischen ist die sogenannte Kärntner Dehnung: Aufgrund der Interferenz mit dem Slowenischen werden viele Selbstlaute entgegen der hochdeutschen Norm lang ausgesprochen, z. B. „låås lei lààfm“.

## Übergangsdialekte
Im Tiroler Unterland (Kitzbühel, Kufstein, St. Johann in Tirol und dem Kaisergebirge) wird nicht Süd-, sondern (Süd)mittelbairisch mit seiner „L“-Vokalisierung und „st“ im Wortinnern gesprochen. Mit der Ausnahme der tendenziellen Affrikatisierung teilt sie alle Merkmale mit dem Westmittelbairischen. In den Ohren Auswärtiger klingt es wie eine Variante des Oberbairischen, mit dem es sonst völlig übereinstimmt. Die Infinitive von Verben auf -n, -ng und -m enden auf -a (singa, kemma), sonst auf -n.
Gemeinsam mit den unter Mittelbairisch gefassten alpinen Übergangsdialekten teilt das Unterländische auch einige lautliche Gemeinsamkeiten wie die überall anzutreffenden, meist dezenten Affikata. Die Mundarten der Salzburger Gebirgsgegend sind alle Brückendialekte (Südmittelbairisch). Die Pinzgauer Mundart besitzt einen Einfluss des Tiroler Unterlandes, der Pongauer Dialekt einen donaubairische und der Lungauer Dialekt einen kärntnerischen Einfluss.